# Coutières
Coutières is een plaats en voormalige gemeente in het Franse departement Deux-Sèvres (regio Nouvelle-Aquitaine) en telt 128 inwoners (1999). De plaats maakt deel uit van het arrondissement Parthenay. Coutières is op 1 januari 2019 gefuseerd met de gemeente Chantecorps tot de gemeente Les Châteliers. 

## Geografie
De oppervlakte van Coutières bedraagt 7,3 km², de bevolkingsdichtheid is 17,5 inwoners per km².
De onderstaande kaart toont de ligging van Coutières met de belangrijkste infrastructuur en aangrenzende gemeenten.

## Demografie
Onderstaande figuur toont het verloop van het inwonertal.